# Belloy-en-Santerre
Belloy-en-Santerre és un municipi francès situat al departament del Somme i a la regió dels Alts de França. L'any 2007 tenia 179 habitants.

## Història

### Primera Guerra Mundial

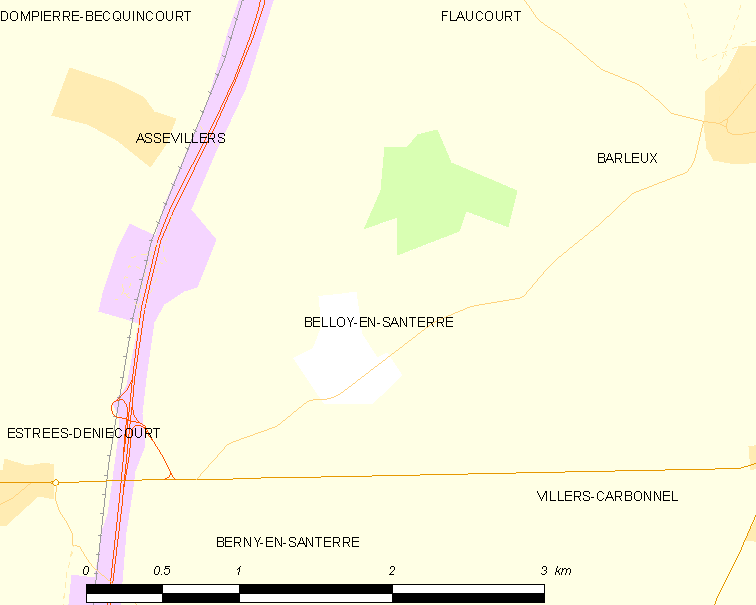
Mapa del municipi

Durant la batalla del Somme de la Primera Guerra Mundial, el 1915 els voluntaris catalans van participar en la presa de Belloy-en-Santerre, que era un punt clau de la línia de defensa alemanya. Després d'un fort combat pels carrers, van prendre la població, i la van defensar dels furiosos contraatacs enemics. Un dels morts va ser Camil Campanyà, periodista i director de la revista La Trinxera Catalana. En record d'aquells fets, l'any 1919 l'Ajuntament de Barcelona va donar mig milió de francs per a la reconstrucció del poble, els principals carrers del qual porten encara el nom de Barcelone i Catalogne.

## Demografia

### Població

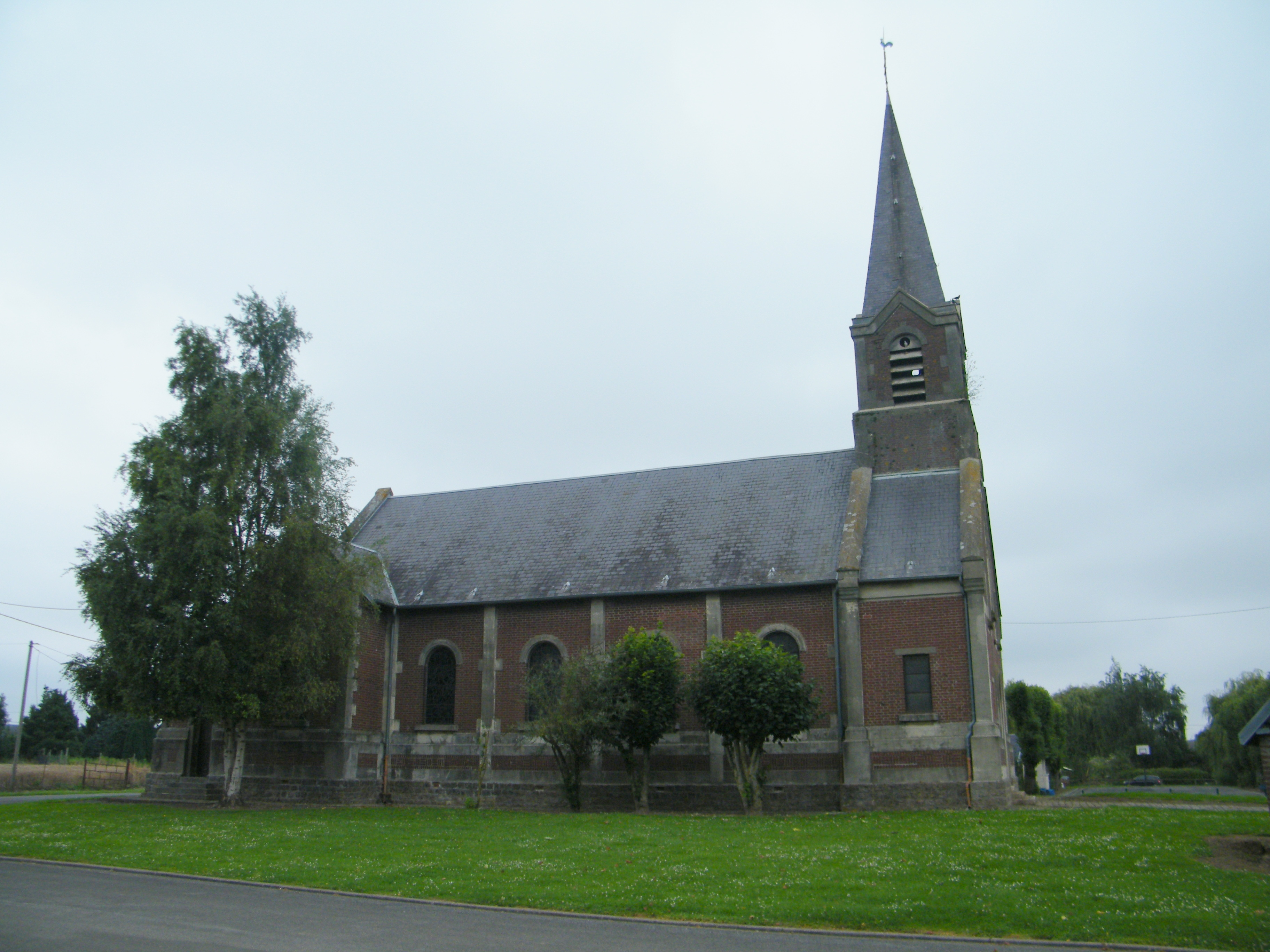
Església

El 2007 la població de fet de Belloy-en-Santerre era de 179 persones. Hi havia 68 famílies de les quals 12 eren unipersonals (8 homes vivint sols i 4 dones vivint soles), 24 parelles sense fills i 32 parelles amb fills.
La població ha evolucionat segons el següent gràfic:
Habitants censats

### Habitatges
El 2007 hi havia 77 habitatges, 66 eren l'habitatge principal de la família, 5 eren segones residències i 6 estaven desocupats. Tots els 77 habitatges eren cases. Dels 66 habitatges principals, 52 estaven ocupats pels seus propietaris, 11 estaven llogats i ocupats pels llogaters i 3 estaven cedits a títol gratuït; 2 tenien dues cambres, 10 en tenien tres, 25 en tenien quatre i 29 en tenien cinc o més. 66 habitatges disposaven pel capbaix d'una plaça de pàrquing. A 29 habitatges hi havia un automòbil i a 30 n'hi havia dos o més.

### Piràmide de població
La piràmide de població per edats i sexe el 2009 era:
| Homes | Edats   | Dones |
| ----- | ------- | ----- |
| 0     | 95 o +  | 0     |
| 4     | 90 a 94 | 0     |
| 0     | 85 a 89 | 4     |
| 0     | 80 a 84 | 0     |
| 0     | 75 a 79 | 0     |
| 8     | 70 a 74 | 8     |
| 8     | 65 a 69 | 4     |
| 0     | 60 a 64 | 0     |
| 0     | 55 a 59 | 0     |
| 4     | 50 a 54 | 4     |
| 0     | 45 a 49 | 4     |
| 16    | 40 a 44 | 12    |
| 16    | 35 a 39 | 8     |
| 4     | 30 a 34 | 4     |
| 0     | 25 a 29 | 4     |
| 4     | 20 a 24 | 0     |
| 12    | 15 a 19 | 12    |
| 12    | 10 a 14 | 4     |
| 16    | 5 a 9   | 8     |
| 0     | 0 a 4   | 8     |

## Economia

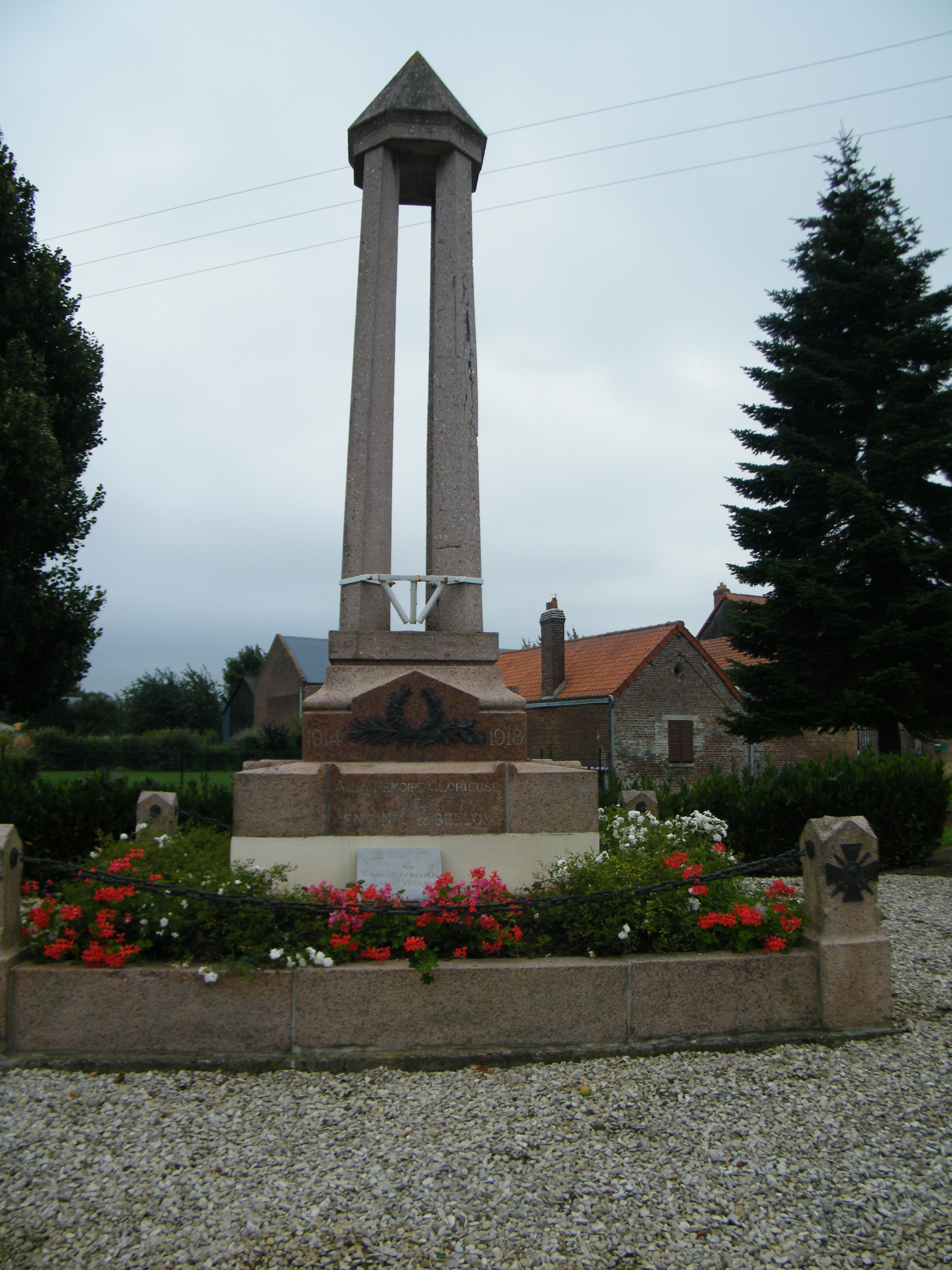

El 2007 la població en edat de treballar era de 119 persones, 83 eren actives i 36 eren inactives. De les 83 persones actives 64 estaven ocupades (38 homes i 26 dones) i 19 estaven aturades (8 homes i 11 dones). De les 36 persones inactives 10 estaven jubilades, 9 estaven estudiant i 17 estaven classificades com a «altres inactius».

### Ingressos
El 2009 a Belloy-en-Santerre hi havia 65 unitats fiscals que integraven 172 persones, la mediana anual d'ingressos fiscals per persona era de 16.384 €.

### Activitats econòmiques
Els 2 establiments que hi havia el 2007 eren d'empreses de construcció.
L'únic servei als particulars que hi havia el 2009 era una lampisteria.
L'any 2000 a Belloy-en-Santerre hi havia 5 explotacions agrícoles que ocupaven un total de 295 hectàrees.

## Equipaments sanitaris i escolars
El 2009 hi havia una escola maternal integrada dins d'un grup escolar amb les comunes properes formant una escola dispersa.

## Poblacions més properes
El següent diagrama mostra les poblacions més properes.